# Horst Hertelt
Horst Hertelt (* 1. Oktober 1929 in Königsbrück) ist ein ehemaliger deutscher Journalist in der DDR.  Er war von 1970 bis 1990 Chefredakteur der BZ am Abend.

## Leben
Hertelt, Sohn eines Bäckers, besuchte die Volksschule und  erlernte ebenfalls den Beruf des Bäckers. Anschließend arbeitete er im elterlichen Betrieb und in Pulsnitz. Nach dem Zweiten Weltkrieg wurde er 1945 Mitglied des Antifa-Jugendausschusses in  Dresden. Er trat der FDJ bei und wurde 1952 Mitglied der SED.  
Er begann 1951 eine journalistische Ausbildung und war von 1951 bis 1961 Redaktionsassistent, dann Abteilungsleiter und Mitglied des Redaktionskollegiums der Lausitzer Rundschau in  Cottbus. Ein Studium schloss er als Diplomjournalist ab. Von 1961 bis 1965 war er als  Korrespondent des  ADN und des  Neuen Deutschland in Belgrad. Von 1965 bis 1970 war er als stellvertretender Chefredakteur der   NBI in Ost-Berlin tätig. Im Dezember 1970 übernahm er als Nachfolger des verstorbenen Ernst Hansch die Funktion des Chefredakteurs der BZ am Abend. Er war von Mai 1971 bis 1989 Mitglied der SED-Bezirksleitung Berlin und von November 1971 bis 1990 der Berliner Stadtverordnetenversammlung. Ab 1972 gehörte er dem Zentralvorstand des VDJ und bis 1977 auch dessen Präsidium an.

## Auszeichnungen
- 1972 Vaterländischer Verdienstorden in Bronze, 1977 in Silber und 1989 in Gold
- 1979 Orden Banner der Arbeit Stufe I
- 1985 Journalistenpreis von Ost-Berlin